# Julius Herman Boeke

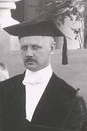
Boeke (1924)

Julius Herman Boeke (* 15. November 1884 in Wormerveer; † 9. Januar 1956 in Leiden) war ein niederländischer Ökonom.

## Leben
Julius Herman war der Sohn des Pfarrers Izaäk Herman Boeke (* 28. Dezember 1846 in Amsterdam; † 27. Juli 1913 ebd.) und dessen Frau Sara Maria van Gelder (* 1. März 1847 in Amsterdam; † 19. Dezember 1929 ebd.). Der Anatom Jan Boeke war sein älterer Bruder. Er besuchte das Barlaeus Gymnasium in Amsterdam, begann 1903 an der Universität von Amsterdam ein Studium der niederländischen Literatur und bestand 1906 dort sein Kandidatenexamen. Sein soziales Interesse bewirkte, das er im selben Jahr sich dem Studium der Rechtswissenschaften zuwendete und acht Monate später seine juristisches Referendarexamen absolvierte. Ab dem 30. Juni 1909 absolvierte er ein Studium der Politikwissenschaften an der Universität Leiden und promovierte dort am 7. Juli 1910 mit Thema Over tropische staathuishoudkunde. Het Probleem. (deutsch: Über tropische Wirtschaftswissenschaften. Das Problem.) zum Doktor der Staatswissenschaften. Zwei Monate später zog er nach Niederländisch-Indien, wo er eine Stelle als allgemeiner Sekretär beim dortigen Bildungsministerium erhielt. 1911 wechselte als Lehrer der Staatsbürgerkunde und Volkswirtschaftslehre an das Gymnasium Willem III in Jakarta.
1914 wurde er in Jakarta Berater für das Volkskreditwesen, 1919 Berater des Genossenschaftswesen und arbeitete zudem 1916 bis 1929 als Redakteur  der Zeitschrift für Koloniale Studiën. Nachdem er von 1924 als außerordentlicher Professor der Staatsökonomie und Statistik an der Rechtshochschule in Jakarta tätig gewesen war, wurde er am 19. Juli 1929 als Professor der Tropischen kolonialen Staatsökonomie an der Universität Leiden, welche Aufgabe er am 15. Januar 1930 mit der Einführungsrede Dualistische economie (deutsch: Dualistische Ökonomie) antrat. In der Phase der deutschen Besatzung der Niederlande im Zweiten Weltkrieg, wurde er am 7. April 1941 Mitglied der königlichen niederländischen Akademie der Wissenschaften, publizierte gegen die nationalsozialistische Ökonomie und legte er am 4. August 1941 seine Professur nieder. Er wurde vom 10. Oktober 1941 bis zum 17. September 1944 Häftling im KZ Buchenwald und übernahm nach dem Zweiten Weltkrieg am 28. August 1945 seine Professur der orientalischen Wirtschaft. In dieser Eigenschaft wurde er 1951/52 Rektor der Alma Mater, wozu er zum 377-jährigen Bestehen der Leidener Hochschule am 8. Februar 1952 die Rektoratsrede Problemen van het herstel van de harmonische dorpsgemeenschap in de Oosterse maatschappij (deutsch: Probleme bei der Herstellung einer harmonischen Dorfgemeinschaft in der orientalischen Gesellschaft) hielt. Am 19. September 1955 wurde er aus seinem Dienst emeritiert und verstarb fast vier Monate später.

## Familie
Boeke verheiratete sich am 11. August 1910 in Leiden mit Henriëtte Valeton (* 19. Februar 1888 in Amsterdam; † 16. Februar 1983 in Den Haag), die Tochter des Professors der klassischen Sprachen in Amsterdam Isaac Marinus Josué Valeton (* 30. März 1850 in Groningen; † 31. März 1911 in Amsterdam) und dessen Frau Henriette Susanna Ortt (* 26. Januar 1857 in Kampen; † 25. November 1934 in Hoenderloo). Aus der Ehe stammen vier Söhne und eine Tochter. Von den Kindern kennt man:
- Jan Boeke (* 1911 in Weltevreden) verheiratet A. de Haas
- Julius Enno Boeke (* 26. Juni 1913 in Weltevreden) verheiratet Th. Greve
- Reinout Boeke († 10. November 1960 in Oegstgeest)
- Izaak Herman Boeke (* um 1920; † 2. August 1999 in Leiden) verheiratet Frederika Louise Eleonara Huizer (* 27. März 1920 in Amsterdam; † 7. Dezember 2014 in Zuphen)
- Erica Clara Boeke (* 1. Dezember 1931 in Leiden; † 13. Juli 2003 in Amstelveen) verheiratet Hector Poventud

## Werke (Auswahl)
- Tropisch-koloniale staathuishoudkunde. Het probleem. Amsterdam 1910
- Coöperatie in Britsch-Indië. Weltevreden 1929
- Dualistische economie. Leiden 1930
- Crediet-coöperatie Boemipoetera. Batavia 1931
- Les Indes Néerlandaises et la crise. Brüssel 1933
- Dorp en desa. Leiden 1934
- Indische economie. Haarlem 1940, 1947
- The structure of Netherlands Indian economy. New York 1942, 1946. 1983
- The evolution of the Netherlands Indies economy. New York 1946
- Oosterse economie. Den Haag 1946, 1955
- The interests of the voiceless Far East : introduction to oriental economics. Leiden 1948
- Ontwikkelingsgang en toekomst van bevolkings- en ondernemingslandbouw in Nederlands-Indië. Leiden 1948
- Agrarische hervormingen in het verre Oosten. Amsterdam 1951
- Economie van Indonesië. Haarlem, 3. Aufl. 1951; 4. Aufl. 1953, 5. Aufl. 1955
- Economics and economic policy of dual societies, as exemplified by Indonesia. Haarlem 1953
- Western influence on the growth of Eastern population. Genf 1954

## Leben
- L. G. M. Jaquet: Boeke, Julius Herman (1884-1956). In: Biografisch Woordenboek van Nederland. (BWN) Den Haag, 1979, Bd. 1 (Online)
- J. H. A. Logemann: Levensbericht J. H. Boeke. In: Jaarboek der Koninklijke Nederlandse Akademie van Wetenschappen, 1956-1957. Amsterdam, S. 244–252 (Online)